# Dottor Drakken
(Drakken dopo ogni sconfitta subita)
Il Dottor Drakken è un personaggio immaginario e antagonista principale della serie d'animazione statunitense Kim Possible.
Drakken (il cui vero nome è Drew Theodore Percival Lipsky) è lo stereotipo dello scienziato pazzo intenzionato a conquistare il mondo.
Presentato come geniale e spietato ma al contempo goffo e demenziale, nella serie ha il ruolo di nemico per eccellenza della protagonista e, di conseguenza, è il cattivo più ricorrente.
Il personaggio ha la voce originale inglese di John DiMaggio e in italiano ha quella di Ambrogio Colombo.

## Caratteristiche

### Personalità
Il Dottor Drakken è un genio del male, megalomane, spietato, arrogante, senza scrupoli, diretto, sociopatico, bugiardo, carismatico, bramoso di potere, ambizioso, geniale e brillante, ma allo stesso tempo goffo, nevrotico, frustrato, insicuro, facilmente preda dell'agitazione, dell'ansia e di attacchi di panico. Anche se ricopre il ruolo di principale antagonista, è una delle maggiori fonti di comicità della serie accanto a Ron Stoppable, il braccio destro della sua arcinemica di cui non ricorda mai il nome. Nonostante si professi un super genio malvagio, Drakken mostra tratti di personalità evidentemente infantili, si distrae molto facilmente e nel profondo ha un cuore troppo tenero per un genio del male. Di conseguenza, la sua malvagità, il suo titanico ego e la sua megalomania sono solo un'apparenza per nascondere una grande insicurezza di fondo e una scarsa stima di sé stesso e delle sue capacità. Inoltre, Drakken nasconde sotto la maschera della malvagità anche una forte sofferenza, causata da un'infanzia infelice e da un distacco dal suo nucleo familiare che viene mitigato solo dalle continue visite della madre vispa e, fin troppo, apprensiva. 
Tutto ciò ha portato Drakken a soffrire di sociopatia, accrescendo un complesso di inferiorità che lui cerca in tutti i modi di smentire affermando continuamente di essere malvagio e sicuro di sé, quasi come a volersi convincere di ciò. Tuttavia, nel profondo, lo scienziato sa benissimo di non essere completamente malvagio, ragion per cui tende a smentire queste voci parlando ad alta voce dei suoi piani, ad esaltarsi e a lodarsi di continuo: egli infatti è passato al "lato oscuro" per una questione di orgoglio personale, per avere una rivincita dei torti subiti nell'infanzia e nell'adolescenza, e non perché è malvagio di natura. Ci sono infatti diversi indizi collocati in vari punti della serie animata che dimostrano che Drakken non sia in realtà così cattivo come dice di essere, primo fra tutti il suo rapporto con la madre, la quale lo crede un presentatore radiofonico e lo scienziato non ha mai avuto il coraggio di raccontarle la verità sulla sua reale occupazione. Gag ricorrente è mostrare la sua assistente e futura compagna Shego come decisamente più malvagia di lui. La sopravvalutazione della sua malvagità lo rende uno dei cattivi più originali mai ideati dalla Disney.
Come nella tradizione dei supercattivi, tenta più volte di conquistare il Pianeta Terra, con piani arzigogolati, macchine per la fine del mondo, e altri tradizionali ingredienti dei vecchi film di genere. Inoltre ha anche una stereotipata risata satanica, che sfoggia regolarmente ove se ne presenta l'occasione. Drakken è molto irascibile, estremamente isterico e spesso impaziente: non aspetta che i suoi scagnozzi finiscano di lavorare per subentrare loro nei progetti. Inoltre ha una forte tendenza al mettersi a frignare e sbraitare quando qualcosa non va secondo le sue previsioni; in questi casi, è Shego a dover moderare gli atteggiamenti dello scienziato, trattandolo come un bambino ed assumendo quasi il ruolo di una baby sitter nonostante Drakken la tratti sempre come gerarchicamente inferiore rispetto a lui.
Drakken certe volte dimostra di nutrire un grande disprezzo per la specie umana, preferendo maggiormente ad essa i robot di sua creazione, conseguenza derivata dalla sua passione sfrenata per la tecnologia, l'informatica (branca nella quale si è laureato) e per la scienza in generale.
I suoi piani vengono regolarmente sventati da Kim Possible e Ron Stoppable; tuttavia, nonostante le centinaia di battaglie, egli non riesce a ricordare il nome di Ron e continua a sorprendersi di vedere Kim intromettersi nei suoi piani; nel momento in cui Lord Monkey Fist gli chiede come mai non ci abbia ancora fatto l'abitudine egli risponde di non saperlo. In alcuni casi la sconfitta è anche dovuta ai sarcasmi di Shego, che minano molto la sua autostima, aumentando la sua già vistosa insicurezza, portandolo a imporsi in modo aggressivo su di lei e determinando l'esito negativo dei piani ancora prima di metterli in atto.
Drakken ama molto la musica classica e il jazz, mentre critica l'hip hop poiché, a suo dire: «In quella musica non c'è la melodia». Nonostante ciò in un episodio della terza stagione, allo scopo di vendere uno shampoo per il controllo mentale di chiunque ne facesse uso, scrive una canzone Rap molto buffa intitolata "Lavati la Testa", con la quale ottiene un grande successo nel mondo dell'hip hop; tanto che Warmonga l'ha intercettata anche nello spazio poiché trasmessa in tutte le reti del Sistema solare. Ogni venerdì inoltre, Drakken va a cantare al karaoke come lavoro di copertura, accompagnato a malincuore da Shego che con riluttanza gli fornisce le basi musicali.
Altri hobby di Drakken sono la cucina, il giardinaggio e il bricolage, ma la mancanza di tempo da dedicare a queste passioni è spesso fonte di ulteriore frustrazione.
Drakken dimostra di lavorare meglio in coppia con altri criminali come Lord Monkey Fist, il Professor Dementor o Duff Killigan, con cui è in ottimi rapporti anche fuori dal professionale. Tuttavia, nonostante la strana dinamica turbolenta tra i due, Drakken ha bisogno di lavorare quasi sempre con la complicità di Shego, talmente di frequente che per tale motivo essa vive sotto il suo tetto nelle prime tre stagioni della serie.
Altra gag ricorrente è quella della sua irrefrenabile voglia di svelare e descrivere nel dettaglio tutti i suoi piani ancora molto prima che essi possano realizzarsi, spesso nella loro genialità questi piani sono o troppo dettagliatamente macchinosi o al contrario troppo poco pianificati o ancora troppo ambiziosi e di larga portata per poter essere concretizzati, e quindi destinati a fallire: mentre svela i propri piani Drakken tende anche ad alzare parecchio il tono di voce, a contorcersi, diventare aggressivo e a mangiarsi le parole.
Drakken non ha una nazione preferita in particolare o un tipo di pianta o di fiore preferito in particolare, ma a livello cromatico è molto attratto dal blu petrolio (che usa per l'abbigliamento personale) e dal rosso corallo (che usa per l'arredamento e per l'abbigliamento dei suoi scagnozzi).
Alcuni elementi nell'abbigliamento e nell'arredamento di Drakken presentano spesso anche il colore verde, tuttavia gli unici episodi in cui tale colore diventa predominante sono quelli in cui viene fatta denotare l'assenza di Shego.

### Aspetto fisico
Drakken è un uomo di statura molto alta, dalla corporatura relativamente magra e asciutta con dei bicipiti possenti, ha i capelli neri, stempiati ma lunghi, legati da una coda di cavallo, gli occhi neri, la bocca larga e un sorriso smagliante e carismatico, caratterizzato dai grandi denti; ha le sopracciglia unite ed una cicatrice in volto dovuta a un vecchio incidente all'occhio sinistro. Caratteristica principale del Dottor Drakken è la carnagione bluastra; per tutta la durata della serie non viene mai fatto luce sul motivo del suo singolare aspetto, e quando finalmente, nell'ultimo episodio, sta per spiegarlo nella scena di chiusura lo schermo si oscura mentre egli parla concludendo la serie. Nell'episodio "Ragazzaccio", Drakken diventa buono dopo aver accidentalmente scambiato la sua polarità con quella di Ron Stoppable; quando lo scienziato è nella sua fase "buona" non presenta la pelle blu che invece passa a Ron, per poi ritornare blu una volta tornato malvagio alla fine della puntata: quindi la pelle blu di Drakken sembra in qualche modo legata alla sua malvagità, anche se è probabile che tale mutazione sia stata causata da un incidente di laboratorio, come anche la sua cicatrice. L'unica informazione che sappiamo sulla mutazione della pelle di Drakken è che era un martedì.
Talvolta, Drakken ha cercato di usare il suo fascino come arma per i suoi malvagi fini, a volte riuscendoci (con DNAmy) a volte fallendo (con MC Honey).
Drakken veste sempre con un camice da laboratorio di colore blu, stivali e guanti neri, una collarina nera ed una cintura dello stesso colore, entrambe con un pallino verde. Talvolta Drakken veste con capi d'abbigliamento differenti ma sempre della medesima tinta nero-blu. Nel film So The Drama sfoggia un lussuoso blazer azzurro con dei loghi geometrici a forma di rombi sovrapposti.

## Biografia del personaggio

### Antefatti
Drew Lipsky nasce a Middleton, 35 anni prima dell'inizio della serie. Suo padre abbandona la famiglia alla nascita del figlio e dunque egli viene cresciuto unicamente dalla madre, la quale di conseguenza diviene iperprotettiva nei suoi confronti.
In qualunque scuola frequentata, dall'asilo nido al liceo, Drew viene sempre preso in giro e maltrattato dai compagni a causa della sua intelligenza sopra la media e della sua scarsa forza fisica. Il ricordo del periodo scolastico è legato a una profonda tristezza nella mente dello scienziato.
All'università inizialmente sembra stringere amicizia con altri tre compagni di studi: James Possible, Bob Chen e Ramesh. Tuttavia quando essi lo deridono perché si presenta al ballo del campus accompagnato da tre ragazze robot di sua creazione, invece che in carne ed ossa, Drew, umiliato e pieno di rabbia, abbandona l'università e diviene un genio del male ribattezzandosi: Dottor Drakken.
Successivamente, a seguito di un imprecisato incidente di laboratorio, la pelle dello scienziato diviene completamente blu e, per un errore di distrazione, si procura la vistosa cicatrice sotto l'occhio sinistro.

### Nella serie
Fondato il suo autoproclamato "impero del male" su un'isola del Mar dei Caraibi, Drakken incomincia ad operare piani diabolici volti al dominio del mondo, fondando un'organizzazione malefica costituita da anonimi scagnozzi piuttosto tardi e talvolta in sovrappeso vestiti con divise rosse ed armati di alabarde laser e occhiali a raggi infrarossi, svariate serie di androidi di sua creazione, il suo barboncino Commodoro Barbolo e Shego, una supercriminale mercenaria alle sue dipendenze, oltre che sua comandante in seconda.
Drakken e Kim Possible si incontrano per la prima volta nel primo episodio della serie; in cui la ragazza sventa per la prima volta i piani di conquista dello scienziato. Tale evento da inizio alla loro rivalità e, da allora, la ragazza si trova a sventare i piani dello scienziato pazzo e della sua sofisticata assistente per tutta la durata della serie.
Nel lungometraggio La sfida finale, Drakken congegna un piano quasi perfetto, facendo leva sulle pulsioni più elementari di Kim e riuscendo a stupire perfino la sua diabolica assistente, tramite la creazione di Robot-diablo con cui sembra riuscire nel suo intento di conquistare il mondo, salvo poi venire fermato in extremis dall'eterna avversaria per l'ennesima volta.
Dopo tale evento, Drakken passa diverso tempo in prigione, per poi evadere nella prima metà della quarta stagione ed imperversare nuovamente nel ruolo di arcinemico di Kim.

### Epilogo
Nel finale della serie Drakken e Shego si alleano con i protagonisti contro gli alieni Warmonga e Warhok, intenti a distruggere il mondo. Paradossalmente, in quella situazione Drakken elabora un piano perfetto salvando il mondo insieme a Kim, Ron e Shego, tant'è che riceverà addirittura la medaglia di onorificenza da parte del governo degli Stati Uniti.
Viene rivelato che, dopo tale evento, lui e Shego diventano una coppia ma non è chiaro se proseguiranno o meno l'attività criminale.

## Poteri e abilità
Come nel genere, il Dottor Drakken è un cattivo di tipo "intellettuale", ossia molto intelligente, creativo e ambizioso, ma estremamente debole nel combattimento corpo a corpo. Ragione per la quale si affida ai suoi scagnozzi, Shego in primis, per combattere i suoi avversari al posto suo.
Drakken è dotato di un quoziente intellettivo molto al di sopra della media ed è indubbiamente la persona più intelligente mostrata nel mondo di Kim Possible. Nell'arco di pochissimo tempo, egli riesce ad inventare e costruire macchinari complessi e giganteschi che richiederebbero mesi di lavoro per chiunque, quando egli impiega invece giusto il tempo tra la fine di una puntata e l'inizio dell'episodio seguente. Perfino il Dottor Possible e il Professor Dementor gli sono inferiori dal punto di vista intellettivo; ma la sua goffaggine lo porta spesso a compromettere le sue invenzioni. È un esperto di meccanica, robotica, fisica, chimica, aeronautica, balistica, genetica, architettura, botanica e ingegneria. Tra le sue invenzioni più importanti, tutte armi fantascientifiche, si ricordano: pistole a raggi, robot di varie dimensioni, sintodroni, overcraft, raggi della morte, raggi traenti, armi antigravità e mutanti. Ha inoltre un talento innato per il canto.
Drakken tuttavia dimostra più volte di prediligere il furto di tecnologia ai danni di altri scienziati piuttosto che effettuarne la fabbricazione in prima persona al fine, a suo dire, di semplificarsi il lavoro e «Prosciugare le fonti».
Sulla questione fisica, nonostante la già citata debolezza, Drakken dimostra di possedere una resistenza largamente superumana; durante la serie egli sopravvivere infatti a situazioni e incidenti che sarebbero mortali per qualsiasi essere umano normale: Si trova costantemente sul luogo di esplosioni, palazzi che crollano, cadute da grandi altitudini e incendi, il tutto senza riportare mai nemmeno un graffio. In un episodio l'aliena Warmonga lo scaglia in cima a una montagna, facendolo volare a mezz'aria per centinaia di metri ma, nell'episodio successivo, lo scienziato è ancora tutto intero e non presenta alcun tipo di danno.
Nell'ultimo episodio Drakken sintetizza una formula per creare delle piante mutanti con cui formare un esercito, ma l'irruzione del Team Possible provoca un incidente che lo espone alla suddetta formula causandogli un'alterazione genetica. Tale metamorfosi è a malapena visibile, dato che consiste in quattro petali attorno al collo, che comunque lo scienziato si strappa per non sembrare ridicolo, sebbene essi ricrescano sempre dopo un po' di tempo dallo strappo. In compenso sviluppa la capacità di farsi crescere sul corpo una sorta di ramo culminante in un fiore giallo e dotato di forza tale da permettergli di fronteggiare gli androidi alieni di Warmonga e Warhok. Il ramo funziona come una sorta di braccio ausiliario che risponde a qualsiasi suo ordine e può essere estratto e ritratto. A seguito scopre di poter estendere questo controllo su qualsiasi tipo di pianta, se generata dalla sua formula, abilità con la quale mette in ginocchio l'esercito dei due alieni salvando il pianeta. 
Come rivelato da Steve Loter, Drakken manterrà permanentemente tale potere.

## Altre versioni
- Durante la terza parte dell'episodio speciale Viaggio nel tempo (A Sitch in Time) viene presentata una versione futura di Drakken, nella linea temporale mostrata nell'episodio, Shego, divenuta padrona del mondo e autoproclamatasi l'Essere Supremo, ha reso il dottore un suo subordinato. In tale versione, Drakken, oltre ad avere i capelli brizzolati sulle tempie, si presenta come enorme e muscolosissimo, tanto da poter affrontare senza problemi qualsiasi avversario. Come viene spiegato dallo stesso scienziato, la sua nuova forma fisica è il risultato sia di alterazioni genetiche, che, soprattutto, di diete e sedute di palestra impostegli dalla sua padrona.

- Nell'episodio "Ragazzaccio", della terza stagione, Drakken diventa buono dopo aver accidentalmente scambiato la sua polarità con quella di Ron Stoppable, che invece diventa cattivo, conosciuto come Zorpox il conquistatore. Nella sua fase "buona", Drakken si dimostra un'utilissima spalla per Kim, tanto che stringe amicizia con questa, Rufus e Wade. Alla fine dell'episodio, Drakken torna malvagio e Ron buono, e Kim finirà per sconfiggere lo scienziato ancora una volta. Questo episodio è una prova, tra le tante collocate nella serie, che sia Drakken sia Shego, se non avessero scelto schieramenti diversi rispetto al Team Possible, avrebbero potuto essere amici di Kim.

- Nell'episodio "Capitan Drakken" verso metà della quarta stagione, Drakken apre uno scrigno pieno d'oro dove al suo interno si cela lo spirito del pirata Black-eye Brown, un antico corsaro che ha giurato vendetta contro i suoi nemici. Appena lo scienziato apre lo scrigno lo spirito del pirata si impossessa di lui e si riunisce alla sua ciurma di non-morti. Sconfitto alla fine dell'episodio da Kim, lo spirito lascia Drakken e ritorna nelle profondità del mare.

## Relazioni con gli altri personaggi

### Rapporti con la famiglia
- Mrs. Lipsky: La madre di Drakken. Egli è molto affezionato alla donna che lo ha cresciuto e per non turbarla le fa credere di essere un presentatore radiofonico piuttosto che un supercriminale[2]. Madre e figlio condividono un sincero rapporto d'affetto ed essa gli si rivolge chiamandolo "Drewbino" (Drewbie); nonostante ciò la donna ha anche un carattere tanto forte da riuscire a mettere i piedi in testa perfino a Shego e per questo spesso Drakken ne ha quasi paura[2].
- Motor Ed: Il cugino di Drakken ed il suo solo altro parente noto. Anche lui, come Drakken, è un furfante deciso a conquistare il pianeta, volendolo trasformare in un parco demolizioni dove far sfrecciare autovetture superpotenti. Tra i due c'è un rapporto quasi fraterno, costruito su rispetto e simpatia, in alcuni episodi lavorano anche insieme. Ed è sempre stato il solo a stimare l'intelligenza di Drakken, che chiama "Cugino Drew"[3].
- Commodoro Barbolo: Il tenero e mordace barboncino di Drakken. Ha il pelo bianco o grigio-rosa a seconda degli episodi. Barbolo è forse l'unico personaggio verso cui Drakken prova un po' d'amore, sebbene spesso sia troppo occupato a programmare la conquista del mondo per dedicarsi a lui[21].

### Rapporti di rivalità
- Kim Possible: La sua arcinemica. Nonostante dichiari espressamente di odiarla e lei faccia del canto suo tutto ciò che può per ferire il titanico ego dell'uomo, il loro rapporto sembra costruito più sugli insulti che sull'odio, fatto derivato dalla debolezza fisica di Drakken. L'intera famiglia Possible tratta lo scienziato pazzo come un vecchio amico di famiglia, essendo tra l'altro un vecchio compagno di università del Dottor Possible; in un episodio festeggiano addirittura il Natale assieme[22]. Ritenendola inferiore a lui tuttavia tende sempre a delegare Shego di affrontarla per non farlo in prima persona e rimanere concentrato sul proprio lavoro.
- Ron Stoppable: L'assistente della sua nemesi. Normalmente Drakken non si ricorda nemmeno il suo nome, tuttavia è l'unico personaggio affrontato più volte dal dottore in quanto abbastanza debole da permettergli uno scontro ad armi pari. Di norma lo scienziato stima il ragazzo ancora meno di Rufus, ma, in un'occasione, sotto minaccia di un'infuriato Ron, ne ha pronunciato il cognome[18].
- Rufus: Talpa di Ron Stoppable. Anche Rufus è stato affrontato più volte da Drakken. In alcuni episodi lo scontro volge al termine con la vittoria di Drakken altre con quella di Rufus grazie alla sua agilità di roditore[15]. Forse è questa la ragione per cui lo scienziato blu stima più Rufus che il suo padrone Ron.
- Warmonga: Aliena proveniente dal Pianeta di Lowardia. In uno dei primi episodi della quarta stagione, l'aliena fa la sua prima apparizione liberando Drakken dalla prigione. Inizialmente si mette al suo servizio convinta che lui sia "Il grande blu" della profezia Lowardiana, ma una volta accortasi del fatto che Drakken fosse un impostore, lo scaglia in aria con disprezzo e rabbia, per poi tornare nel suo pianeta natale[9]. Nell'ultimo episodio, ritorna insieme al suo compagno Warhok, Re di Lowardia, per vendicarsi di Drakken e dell'affronto subito. Gli alieni rapiscono Drakken, ma questi viene salvato da Shego e progetta un piano per sconfiggere i Lowardiani: con una pozione per piante mutanti, Drakken mette in ginocchio l'intero esercito di robot alieni, riuscendo a sconfiggere la minaccia di Warmonga e Warhok[10].

### Rapporti di amicizia o ammirazione
- Le Bibi-robot: Sono tre donne androidi perfette create dallo scienziato. Essendo state da lui ideate ai tempi dell'università sono certamente la creazione cui ha dedicato il maggior numero di revisioni per renderle il più possibile capaci, abili e sincronizzate, ma allo stesso tempo anche esteticamente attraenti; in alcune occasioni dimostra una sorta di passione morbosa verso di loro[1].
- Professor Dementor: Dementor è uno scienziato pazzo desideroso di conquistare il mondo proprio come lo stesso Drakken e per questo spesso si trovano a concorrere per un medesimo obbiettivo[15] o a rubarsi le invenzioni; nonostante siano rivali professionali, i loro rapporti sono ottimi fuori dall'ambito lavorativo: possiedono un covo malvagio in comproprietà e in numerose occasioni si vedono chiacchierare al bar come due vecchi amici[10].
- DNAmy: Genetista folle e supercriminale che si innamora di lui fin dal primo momento; benché questi continui a respingerla, Shego lo prende in giro canzonandolo come fossero bambini, addirittura si mette a canticchiare "Amy e Draken si tengono per mano"; lo scienziato in forte imbarazzo respinge ancora di più la genetista ma, successivamente, quando sembra iniziare a ricambiarne i sentimenti, essa rivela di considerare Lord Monkey Fist l'uomo della sua vita[11].
- Duff Killigan: Giocatore di Golf deciso a conquistare il mondo. Lui, Monkey Fist, Shego e Drakken mettono insieme le forze per sconfiggere Kim Possible nell'episodio "Viaggio nel tempo", salvo venire sconfitti nel finale[6]. In un altro episodio, Drakken chiama Killigan al suo fianco in sostituzione ad una Shego influenzata, in modo da portare a termine uno dei suoi piani malvagi.
- Lord Monkey Fist: Supercattivo dotato del mistico potere della scimmia. Tra lui e Drakken c'è stima e insieme a Duff Killigan e Shego lavorano insieme nel lungometraggio "Viaggio nel tempo": sono in ottimi rapporti e i quattro supercriminali insieme dimostrano di tenere testa al Team Possible.[6]
- Lucro Parsimonia: Ex-dipendente dello Smarty Mart e aspirante supercriminale. Conosce Drakken in prigione ed inizia a idolatrarlo fino a decidere di voler "seguire le sue orme". Nel finale della serie, quando Drakken riceve l'onorificenza dal governo per aver salvato il mondo, Lucro è seduto in prima fila alla cerimonia con un guantone da stadio recante la scritta "Drakken #1"[10].

### Rapporto con Shego
Shego è la principale assistente e comandante in seconda di Drakken, e tra i due vi è il rapporto più complesso di tutta la serie animata. Proprio come Kim e Ron, anche Drakken e Shego hanno caratteri quasi completamente opposti; ma se Kim e Ron, di natura buona, riescono farsi forza a vicenda, laddove uno necessita dell'altra, Drakken e Shego, essendo di natura malvagia, non riescono a trovarsi quasi mai d'accordo, ognuno convinto di aver ragione sull'altro, e anche se a seconda dell'episodio o della situazione il modo in cui i due si trattano varia notevolmente, generalmente i loro caratteri sono costantemente in contrasto; Shego, infatti, non è esattamente l'assistente dello scienziato ma una mercenaria e dunque non è fedele al dottore più di quanto non lo sia ai suoi altri clienti; la natura sarcastica e sofisticata della donna la porta a far notare continuamente i punti deboli nei piani di Drakken, o le sue idiosincrasie da scienziato pazzo; come ad esempio l'utilizzo di frasi stereotipate o grammaticalmente scorrette, nomi troppo complicati per i suoi macchinari, l'incapacità nell'eseguire lo spelling corretto di codici o nomi di clienti, il parlare a voce alta dei suoi piani, utilizzare rampe e scivoli meccanici al posto delle scale e l'eccessiva astrusità dei suoi piani. Spesso Shego è talmente infastidita dagli atteggiamenti dello scienziato da chiamarlo con nomignoli o canzonarlo per ogni volta che i loro caratteri contrastano; raramente, infatti, essa rimane colpita dal veder fallire i piani del dottore poiché ne prevede facilmente la fine.  
Quando la collaborazione tra i due cominciò Shego nutriva un certo rispetto per Drakken ma in seguito il suo atteggiamento diventò sempre più irrisorio e per Drakken divenne progressivamente più difficile tacitarla. Nel lungometraggio La sfida finale, tuttavia, è dimostrato che se Drakken e Shego riescono a passare sopra i loro diverbi e a giocare di squadra per un obiettivo comune, possono davvero diventare una minaccia seria per il mondo e per il Team Possible: in quell'episodio, Drakken congegna un piano perfetto e Shego è ben contenta di vedere il suo piano funzionare, ragion per cui l'intesa fra i due riesce quasi a dare il risultato sperato, salvo venire sconfitti all'ultimo dall'eterna avversaria. Questo, però, dimostra che se i due collaborassero di più riuscirebbero tutte le volte a tenere testa a Kim, ma i loro continui diverbi, i battibecchi, e i perenni contrasti minano i piani di Drakken che fondamentalmente falliscono ancora prima di essere messi in atto, il che rende il compito più facile alla squadra di Kim.
Shego è universalmente ritenuta più perfida di lui, se non altro perché più determinata e impulsiva, e sebbene non lo dica, pensa che un vero capo dovrebbe anche saper combattere, ragion per cui è sempre molto pungente riguardo ai punti deboli di Drakken, spesso diventando anche ingiustamente crudele nei suoi confronti ma, come spiegato dal Hego, la sorella non lo fa appositamente ma le viene naturale poiché la sua è: «una bocca eccentrica, intelligente e pungente; troppo incline a enfasi violenta». 
Shego e Drakken dimostrano spesso di non sopportarsi vicendevolmente, litigando quinci e quivi, ma che tuttavia è una delle fonti di maggiore ilarità dello show.  Durante i loro contrasti, spesso la personalità di Shego è dominante e mentre la donna si sente libera di trattare Drakken come meglio crede, qualora sia il dottore a rivolgerle osservazioni offensive o critiche, ella reagisce in maniera piuttosto violenta e sproporzionata. In alcuni episodi arrivano anche a picchiarsi, sebbene lo scontro volga sempre in vantaggio della donna. 
Dato tutto questo, ad uno sguardo apparente, può sembrare che i due si detestino: ma invece, nonostante tutto ciò, viene fatto intuire da diversi indizi collocati nella trama che i due siano in realtà molto affezionati l'una all'altro: nonostante i loro diverbi, i loro litigi e le loro numerose sconfitte, Shego rimane sempre al fianco di Drakken ed ha per lui una premura che non mostra per nessun altro, considerandolo il suo "cliente preferito", sebbene non lo dica mai apertamente. Dunque, il vero motivo per cui Shego non abbandona il dottore è la simpatia che nutre nei suoi confronti e inizialmente il divertimento che le provoca vederlo fallire, ma nonostante ciò si mostra anche felice e piacevolmente sorpresa dei successi di Drakken, inoltre si prende cura di lui quando sta male e normalmente esegue i suoi ordini senza lamentarsi troppo, facendo la "preziosa" solamente in caso voglia un aumento o una vacanza. Dal canto suo Drakken asseconda la donna ogni volta che essa decide di andarsene accontentando le sue richieste in ogni modo possibile, spesso si mostra davvero felice di vederla tornare spontaneamente sui suoi passi ed accetta di buon grado il trattamento da scolaretto che ciclicamente gli impartisce quando eccede nei suoi atteggiamenti; in un episodio il dottore addirittura afferma di considerare Shego parte della sua "famiglia malvagia", mentre in un altro episodio la signora Lipsky esortando il figlio a "sistemarsi" con una donna indica Shego, cosa che fa arrossire e imbarazzare entrambi. La prima avvisaglia di affetto più sviluppato tra i due si percepisce nell'episodio "Cambiamenti di umore" dove Shego, con addosso un chip di controllo dell'umore, si innamora perdutamente di Drakken; anche se era frutto di un congegno di controllo, le frasi di Kim e Ron alla fine dell'episodio fanno trasparire che i sentimenti che il controlla-umore gestiva potevano non essere del tutto falsi. A riprova di questo, nella quarta stagione, Shego si mostra sempre oltremodo gelosa degli altri collaboratori di Drakken, come Warmonga e Lucro Parsimonia, ma cerca di negare a tutti i costi la gelosia sul piano personale, ammettendo però implicitamente almeno la gelosia sul piano lavorativo. Cosa visibilmente non vera dato l'ampio numero di clienti posseduti da Shego e il ristretto numero di clienti posseduto da Drakken. Infatti, nell'episodio "Ron il temporeggiatore", viene rivelato che Shego è al fianco di Drakken dal lunedì al venerdì, e nei weekend ella non lavora: per cui, si può facilmente intuire che Drakken sia in realtà il suo vero e quasi unico datore di lavoro, e solo occasionalmente si vede Shego affiancare altri cattivi della serie. Tutto ciò, ha accresciuto il loro rapporto con il tempo e il vero motivo per cui Shego si arrabbia nel vedere Drakken insieme ad altri assistenti (specialmente quando sono donne) è la gelosia. La quarta stagione della serie si apre con l'evasione di Shego dal carcere per opera di Motor Ed. Per questo motivo Shego lavorerà da braccio destro per Motor Ed, poi per Senor Senor Junior, e infine per Camille Leon, mentre Drakken viene lasciato in prigione. Drakken cova un sentimento di rabbia in quanto ritiene ingiusto che Shego sia stata fatta evadere prima di lui, motivo per cui appena riesce ad evadere sostituirà Shego con Warmonga al fine di suscitare la gelosia in lei, nel voler dimostrare che "Warmonga è una complice verde migliore sia nel lavoro che fuori dal lavoro".
Tuttavia, l'idolatrazione di Warmonga nei confronti di Drakken è il frutto di un fraintendimento e non di un reale accordo, per cui nel finale della serie, quando Drakken viene rapito da una Warmonga furente, Shego corre a salvarlo e dimostra per la prima volta un vero sentimento di affetto disinteressato nei confronti dell'uomo, il quale viene notato anche da Kim. L'alchimia fra Drakken e Shego funziona poi quando Drakken escogita un piano perfetto per salvare il mondo dagli alieni; ella è felicissima nel vedere il successo di Drakken e fra i due nasce qualcosa. Quando Drakken riceve l'onorificenza dal governo per aver salvato il mondo, Shego è al suo fianco durante la cerimonia, con indosso un abito da sera, i due si lanciano uno sguardo piuttosto eloquente e sorridono dolcemente, poi la pianta controllata mentalmente da Drakken li avvicina cingendo la vita a entrambi in una sorta di abbraccio rivelatore del loro sentimento d'amore nascosto.
Infatti, come dichiarato da Steve Loter, i due divengono una coppia dalla fine della serie e la loro relazione durerà nel tempo.